# 西蒂·哈蒂娜
西蒂·哈蒂娜（1923年8月23日—1996年4月28日）也叫西蒂·哈蒂娜·蘇哈托，1967年至1996年任印尼第一夫人。她是印尼總統蘇哈托的妻子。在印度尼西亞，她被人們稱為“Ibu Tien”。

## 生平
茜蒂哈蒂娜 1923 年出生於中爪哇。她的家族屬於梭羅貴族，與曼庫尼加蘭皇室有親戚關係。 她的父親是曼庫內加拉宮廷的官員，擁有貴族身份，她的母親是曼庫內加拉三世的後裔。當時，宮廷裡的工作人員必須有皇室血統。
茜蒂哈蒂娜與蘇哈托的婚姻是透過包辦婚姻開始的。 當時，蘇哈托是日惹印尼陸軍中校。
1947 年 12 月 26 日，茜蒂哈蒂娜與蘇哈托結婚。蘇哈托26歲，西蒂哈蒂娜24歲。當晚的招待會只有燭光，因為全城處於戒備狀態，擔心荷蘭再次發動空襲。
茜蒂哈蒂娜在印尼被稱為“田夫人”（“Ibu Tien”）。人們普遍認為她具有強大的政治影響力，是蘇哈託的親密密友和政治顧問。

## 逝世
1996年4月28日，西蒂·哈蒂娜因心脏衰竭去世。马来西亚首相马哈迪·莫哈末和首相夫人茜蒂哈斯玛向她致以最后的敬意。她的葬礼以盛大的方式下葬。